# Prospero Intorcetta
Compléments
Intorcetta contribua à faire connaitre le philosophe chinois Confucius au public européen
Prospero Intorcetta (qui adopta le nom chinois de Yin Douze, 殷鐸澤), né le 28 août 1625 à Piazza Armerina, en Sicile (Italie) et décédé le 3 octobre 1696 à Hangzhou (Chine), était un prêtre jésuite italien, missionnaire en Chine.

## Éléments de biographie
Le père Intorcetta est surtout connu pour avoir participé, en collaboration avec les pères Philippe Couplet, François de Rougemont et Christian Herdtrich à la traduction latine d’œuvres de Confucius telles Taï-hio et Tchoung-young et de les avoir publiées sous le titre de Sinarum scientia politico-moralis, à Canton puis à Goa (1667). L’œuvre contribua grandement à faire connaître le grand sage chinois en Europe.
On a également de lui Testimonium de cultu sinensi, Lyon, 1700, in-8.

## Reconnaissance publique
- Un portrait du père Prospero Intorcetta, œuvre de l'artiste Luigi Pizullo, se trouve dans l’hôtel municipal de Piazza Armerina, en Sicile.